# Cyclobutan
Cyclobutan ist eine chemische Verbindung, die zur Gruppe der Cycloalkane gehört. Es handelt sich um ein bei Zimmertemperatur farbloses Gas mit der Summenformel C4H8.

## Das Cyclobutanmolekül
Das Cyclobutanmolekül ist nicht eben, es liegt in einer gefalteten Konformation vor. Dadurch wird die Torsionsspannung (Pitzer-Spannung) verringert, die bei einer planaren Konformation des Moleküls durch die acht ekliptisch zueinander stehenden Wasserstoffatome entstünde. Der „Knickwinkel“ beträgt nach verschiedenen Messungen 33–37°. 
Das nicht starre Cyclobutanmolekül führt eine Pseudorotation aus, wobei die Kohlenstoffatome sich abwechselnd um 26° aus der Ebene heraus bewegen.

## Eigenschaften und Gefahren
In Wasser ist Cyclobutan nur sehr gering löslich.
Cyclobutan ist hochentzündlich.

## Reaktionen
Die Reaktivität des Cyclobutans ist aufgrund der Ringspannung höher als die des Butans. 
Bei 500 °C wird es zum Ethen gecrackt (reversible – thermisch erlaubte – [2+2]-Cycloaddition). Mit Wasserstoff wird es an einem Palladiumkatalysator zu n-Butan hydriert. Mit Sauerstoff verbrennt es zu Wasser und Kohlenstoffdioxid.